# Stan Lee szuperhősképzője
A Stan Lee szuperhősképzője (eredeti cím: Stan Lee's Superhero Kindergarten) 2021-től vetített amerikai flash animációs kalandsorozat, amelyet Fabian Nicieza alkotott.
Amerikában
2021. április 23-án a Kartoon Channel, míg Magyarországon a Minimax mutatta be 2021. december 1-én.

## Cselekmény
Fantasztikus Kapitány, aki korábban tornatanár volt. A szuperhős elvesztette szuperképességeit a főellenségével, Dr. Fensőség vívott csatájában. A képességei hat csecsemőre szálltak. Öt évvel később a tehetetlen Fantasztikus kapitányt, akit ma Arnoldnak hívnak, felkérik, hogy dolgozzon a szupererős gyerekekkel.

## Szereplők
| Szereplő                                 | Eredeti hang          | Magyar hang                                      |
| ---------------------------------------- | --------------------- | ------------------------------------------------ |
| Arnold Armstrong / Fantasztikus kapitány | Arnold Schwarzenegger | Reviczky Gábor Dézsy Szabó Gábor (énekhang 1x20) |
| Pedro                                    | Jules de Jongh        | Pál Dániel Máté                                  |
| Guillermo                                | Jules de Jongh        | Berkes Bence                                     |
| Patty                                    | Nneka Okoye           | Bartus Emese                                     |
| Robin                                    | Nneka Okoye           | Ruszkai Szonja                                   |
| Vik                                      | Shash Hira            | Penke Bence                                      |
| Lin                                      | Rae Lim               | Boldog Emese                                     |
| Stan Lee                                 | Adam Diggle           | Csuha Lajos                                      |
| Billy                                    | Shelley Longworth     | Czető Ádám                                       |
| Isabelle                                 | Shelley Longworth     | Szabó Luca                                       |
| Jackson                                  | Penelope Rawlins      | Boldog Gábor                                     |
| Ivan                                     | Penelope Rawlins      | Rada Bálint                                      |
| Nigel Danforth / Dr. Fensőség            | Dan Russell           | Kőszegi Ákos                                     |
| Mr. O / Tábornok                         | Dan Russell           | Barbinek Péter                                   |
| Rikács igazgatónő                        | Desiree Burch         | Makay Andrea                                     |

## Magyar változat
A szinkront a Minimax megbízásából a Direct Dub Studios készítette.
- Felolvasó, narrátor: Kisfalusi Lehel
- Magyar szöveg: Szojka László
- Hangmérnök: Lang András
- Vágó: Győrösi Gabriella, Pilipár Éva
- Gyártásvezető: Masoll Ildikó
- Szinkronrendező: Bárány Emese
- Produkciós vezető: Witzenleiter Kitty

## Epizódok
| #   | #   | Eredeti cím                         | Magyar cím                                   | Rendezte    | Írta         | Eredeti premier      | Magyar premier     |
| --- | --- | ----------------------------------- | -------------------------------------------- | ----------- | ------------ | -------------------- | ------------------ |
| 1.  | 1.  | The First Day of School             | Első nap az óvodában                         | John Landis | Steven Banks | 2021. április 23.    | 2021. december 1.  |
| 2.  | 2.  | Art of the Steal                    | Képtolvajok                                  | John Landis | Steven Banks | 2021. április 23.    | 2021. december 2.  |
| 3.  | 3.  | Hammy                               | Hammy                                        | John Landis | Steven Banks | 2021. április 30.    | 2021. december 3.  |
| 4.  | 4.  | Super K's vs. The Fearsome Foursome | A Szuper ovi a Rettegett négyes ellen        | John Landis | Steven Banks | 2021. május 7.       | 2021. december 6.  |
| 5.  | 5.  | Call Me Hugzilla                    | Cimzilla, a szörny                           | John Landis | Steven Banks | 2021. május 14.      | 2021. december 7.  |
| 6.  | 6.  | One Dark Night                      | Egy sötét éj                                 | John Landis | Steven Banks | 2021. május 21.      | 2021. december 8.  |
| 7.  | 7.  | The Experiment                      | A kísérlet                                   | John Landis | Steven Banks | 2021. június 4.      | 2021. december 9.  |
| 8.  | 8.  | Sleeping Duty                       | Szundi akció                                 | John Landis | Steven Banks | 2021. június 18.     | 2021. december 10. |
| 9.  | 9.  | Castaways                           | Számkivetettek                               | John Landis | Steven Banks | 2021. június 25.     | 2021. december 13. |
| 10. | 10. | How the Super Ks Save Christmas     | Hogy mentette meg a Szuper ovi a karácsonyt? | John Landis | Steven Banks | 2021. július 2.      | 2021. december 14. |
| 11. | 11. | How the Super Ks Save Christmas     | Hogy mentette meg a Szuper ovi a karácsonyt? | John Landis | Steven Banks | 2021. július 9.      | 2021. december 15. |
| 12. | 12. | Lost in a Space Odyssey Trek        | Elveszve az űr-odüsszeiában                  | John Landis | Steven Banks | 2021. július 16.     | 2021. december 16. |
| 13. | 13. | Super Ks Gone Bad                   | A Szuper ovi rosszat tesz                    | John Landis | Steven Banks | 2021. július 23.     | 2021. december 17. |
| 14. | 14. | The Substitute                      | A helyettes                                  | John Landis | Steven Banks | 2021. július 30.     | 2021. december 20. |
| 15. | 15. | Hall of Fame                        | Szuperhős múzeum                             | John Landis | Steven Banks | 2021. augusztus 6.   | 2021. december 21. |
| 16. | 16. | Bessie We Hardly Knew Ye"           | Az alig ismert Bessie                        | John Landis | Steven Banks | 2021. augusztus 13.  | 2021. december 22. |
| 17. | 17. | The Magic Ring                      | A varázsgyűrű                                | John Landis | Steven Banks | 2021. augusztus 20.  | 2021. december 23. |
| 18. | 18. | Time Trippers                       | Át az időn                                   | John Landis | Steven Banks | 2021. augusztus 27.  | 2021. december 24. |
| 19. | 19. | Checkmate                           | Sakk-matt                                    | John Landis | Steven Banks | 2021. szeptember 3.  | 2021. december 27. |
| 20. | 20. | Weirdo World                        | Fordított világ                              | John Landis | Steven Banks | 2021. szeptember 10. | 2021. december 28. |
| 21. | 21. | The Royal Visit                     | Királyi látogatás                            | John Landis | Steven Banks | 2021. szeptember 17. | 2021. december 29. |
| 22. | 22. | The Paris Affair                    | Párizsi affér                                | John Landis | Steven Banks | 2021. szeptember 24. | 2021. december 30. |
| 23. | 23. | Earthlings Got Talent               | A földlakó csupa tehetség                    | John Landis | Steven Banks | 2021. október 1.     | 2021. december 31. |
| 24. | 24. | Captain Fantastic Begins            | Fantasztikus kapitány színre lép             | John Landis | Steven Banks | 2021. október 1.     | 2022. január 3.    |
| 25. | 25. | Austrian Adventure                  | Osztrák kaland                               | John Landis | Steven Banks | 2021. október 8.     | 2022. január 4.    |
| 26. | 26. | Emerson                             | Emerson                                      | John Landis | Steven Banks | 2021. október 15.    | 2022. január 5.    |

## A sorozat készítése
2019 májusában kezdődtek a fejlesztési munkálatok, először Arnold Schwarzeneggert választották főszerepre. 2020. június 20-án  bejelentették, hogy John Landis lesz a sorozat rendezője. A sorozat 52 epizódból áll. 2020. június 15-én az Amazon Prime Video megvásárolta a sorozatot vetítési jogait. A sorozat volt az utolsó projekt, amelyben Stan Lee személyesen részt vett az előkészületében. 2021-ben kiderült, hogy a forgatókönyvet Steven Banks írja. Egy 2021. áprilisi interjú során a Jimmy Kimmel Live! című műsorban Schwarzenegger kijelentette, hogy az Ovizsaru miatt vállalta el a szerepet.